# لهيب الحقد
لهيب الحقد (بالهندية: एक हसीना थी) مسلسل هندي عرض أول مرة في سنة 2014 على قناة (ستار بلس). بطولة كل من فاستال شيث بدور شوريا غوينكا وسانجيدا شيخ بدور دورغا تاكور

## نبذة مختصرة عن قصة المسلسل
يتحدث عن شاب مدلل يدعى شوريا، ينتمي إلى عائلة غنية تسمى عائلة غوينكا، يحصل على الفتاة التي يريد وفي الوقت الذي يريد، وذات يوم يغتصب ابنة سائقهم تدعى بايال لينتقم من أختها نيتيا التي رفضت أن تواعده وسببت بخسارة رهان مع أصدقائه، فترفع أختها (نيتيا) دعوى ضد شوريا غوينكا، لكن نفوذ عائلته سيساعده على النجاة من العقاب، وتكون القضية لصالحه، ويخرج ببراءة، أما بايال فينتهي بها الأمر في مستشفى للأمراض النفسية، وأختها ستتعرض لمطاردة من طرف شوريا غوينكا ومساعديه لكنها ستهرب منهم وستختفي في الظلام بالغابة، وستصطدم بها سيارة ويظن شوريا ومساعديه أنها ماتت، لكن الرجل الذي اصطدم بها (دايال تاغور) وهو أخصائي أمراض سراطانات شهير وغني سيساعدها لتجري عملية تجميل على وجهها الذي تشوه في الغابة إثر اصطدامها بصخرة كما أنه سيغير اسمها إلى دورغا تاغور، ثم سيعيدها من أمريكا إلى الهند على أساس أنها ابنته، لتنتقم من عائلة غوينكا وكل من سبب بالأذى لأختها وتحاول الانتقام منهم فردا بفرد وتبدا أول بعمل مشكلة مع شوريا وذلك حيث أنها أرسلت أحدا إلى شوريا علي أنه صحفي عندما دعت عاءلته إلى حفل أقامه والدها بمناسبة مشاركته في إنشاء مستشفى للسرطان وبدء الرجل (الصحفي) بسؤال شوريا عن الحفلة وبعد ذلك عن ظاهرة الاغتصاب وانتهي النقاش بمشدة جسدية بين شوريا والصحفي وبعد ذلك انتقمت من نافين راتور وهو الذراع الأيمن لعائلة غونكا وذلك من خلال تصويره أثناء شربه مع أحد رجال الأعمال وإجراء صفقة بينه وبين راتور ثم أرسلت دورجا تلك الصور الي عائلة جوينكا وذلك قبل بضعة أيام من ترقيته وكشفت أم شوريا (ساكشي) مؤامرته في حفل الترقية أمام المدعوين كلهم وأمام دورغا التي دخلت الحفل عن طريق تمثيلها لدور صحفية وانتهي الحفل بالقبض علي راتور وفعلت دورجا هذا لأنه عندما توسلته بيال بان يسمعها ويوقظ ضميره قال لها إن ضميره يشتريه من يدفع أكثر وبذلك تخلصت من نافين راتور أول ضحية لانتقامها، ثم حمت السيد باكشي وابنته ديفيا من شر ساكشي غوينكا التي كانت تنوي حرقهم وهم على قيد الحياة، فأرسلتهما دورغا إلى دبي، لأنهما الوحيدان اللذان دعما بايال، فقد كانت ديفيا أقرب صديقة لبايال، وبعد تخلص دورغا (نيتيا) من نافين ماتور إنتقمت من (غانغولي) وهو رئيس جامعة فاسد يستغل ضعف طالباته وفقرهن فيقيم علاقة معهن مقابل إعطائهن شهادة جامعية، وقد شهد بالزور في قضية بايال وكان يمارس العنف ضد زوجته وابنته الوحيدة فانتقمت منه دورغا في عيد زواجه بأن عرضت فيديوهات له وهوي تحرش بتلك الفتيات، ويضرب زوجته، فدمرت له حياته فقد خسر عمله ورفعت زوجته دعوى طلاق ضده باختصار خسر كل شيء، وهكذا أصبح غانغولي الضحية الثانية لانتقام دورغا.وهكذا رجع صديق دورغا القديم "dive" إلى الانتقام لكن المفاجأة ان ديف صديق نيتيا العزيز (دورغا) كان مظلوم وقد زورت عائلة غوينكا رسالة منه إلى نيتيا (دورغا) وفيها كتبوا انه يتخلى عنها هي واختها لكن سرعان ما تكتشف ان ديف مظلوم وتخبره عن الرسالة المزورة ويقل لها انه لا يعرف ثم تهدد ساكشى ابنها شوريا ان يبتعد عن دورغا أو ترميه في السجن لكن يزيف انتحاره في زواج دورغا المزيف وتستمر الأحداث المشتعلة...وبعدها في يوم زفافه من دورغا يتخلى شوريا عن دورغا فيتزوجها ديف وفي النهاية تتمكن دورغا من الانتقام من عائلة غوينكا وفي نهاية الحلقة الأخيرة يتصل شخص مجهول بدورغا ويصفر صفيرة شوريا المعتادة وتنتهي الحلقة.

## الجوائز
جوائز STAR Parivaar Awards 2014
- الممثل الأكثر أناقة فاستال شيث
- الممثلة الأكثر أناقة سانجيدا شيخ[3]

جوائز Indian Telly Awards 2014
- أفضل ممثلة في دور سلبي سيمون سينغ

جوائز Indian Television Academy Awards 2014
- أفضل مسلسل دراما (لهيب الحقد)
- أفضل ممثل في دور سلبي ايوب خان
- أفضل ممثلة في دور سلبي سيمون سينغ
- أفضل ممثلة قيادية سانجيدا شيخ